# Casino Mediceo di San Marco
Das Casino Mediceo di San Marco ist ein Palazzo in der nördlichen Altstadt von Florenz zwischen der Via Cavour und der Via San Gallo.

## Geschichte und Beschreibung

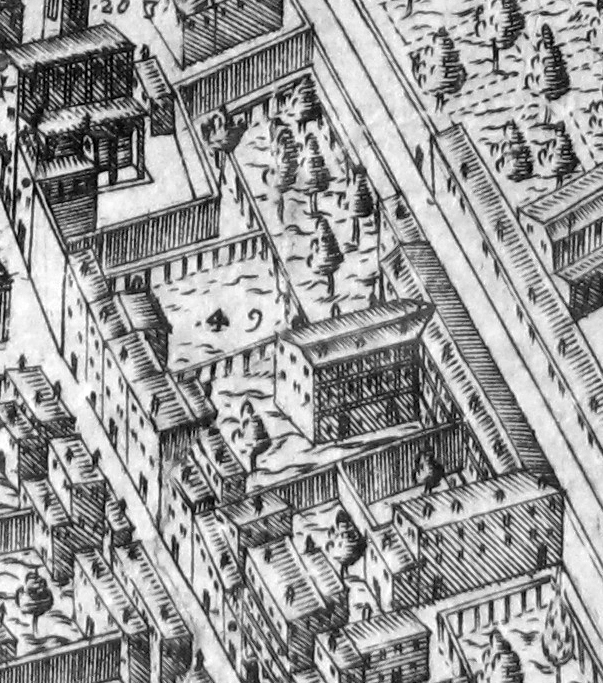
Der erste Palast nach dem Plan von Buonsignori, 1584

### Ursprung
An dieser Stelle stand als erster Palast ein „Haus mit Innenhof und Loggia“, der an den Garten von San Marco grenzte welcher einst Lorenzo il Magnifico gehörte. Er gehörte Ottaviano de’ Medici, Nachkomme eines Nebenzweiges der Familie, verheiratet mit Francesca Salviati, Nachkommin des Hauptzweiges der Medici „di Cafaggiolo“ und Schwester von Maria Salviati, Mutter von Cosimo I. Ottaviano, der Vater von Papst Leo XI., hatte das Anwesen von der Compagnia di Tessitori di Drappi erworben, die ihren Sitz in der nahe gelegenen Loggia dei Tessitori hatte und deren Name in der nahe gelegenen Via degli Arazzieri fortbesteht. Nach einer hohen Verschuldung bei der Staatskasse war Ottaviano gezwungen, den Palast zu verkaufen, der in das Vermögen des Herzogs Cosimo I. überging.

### Francesco I. und Buontalenti

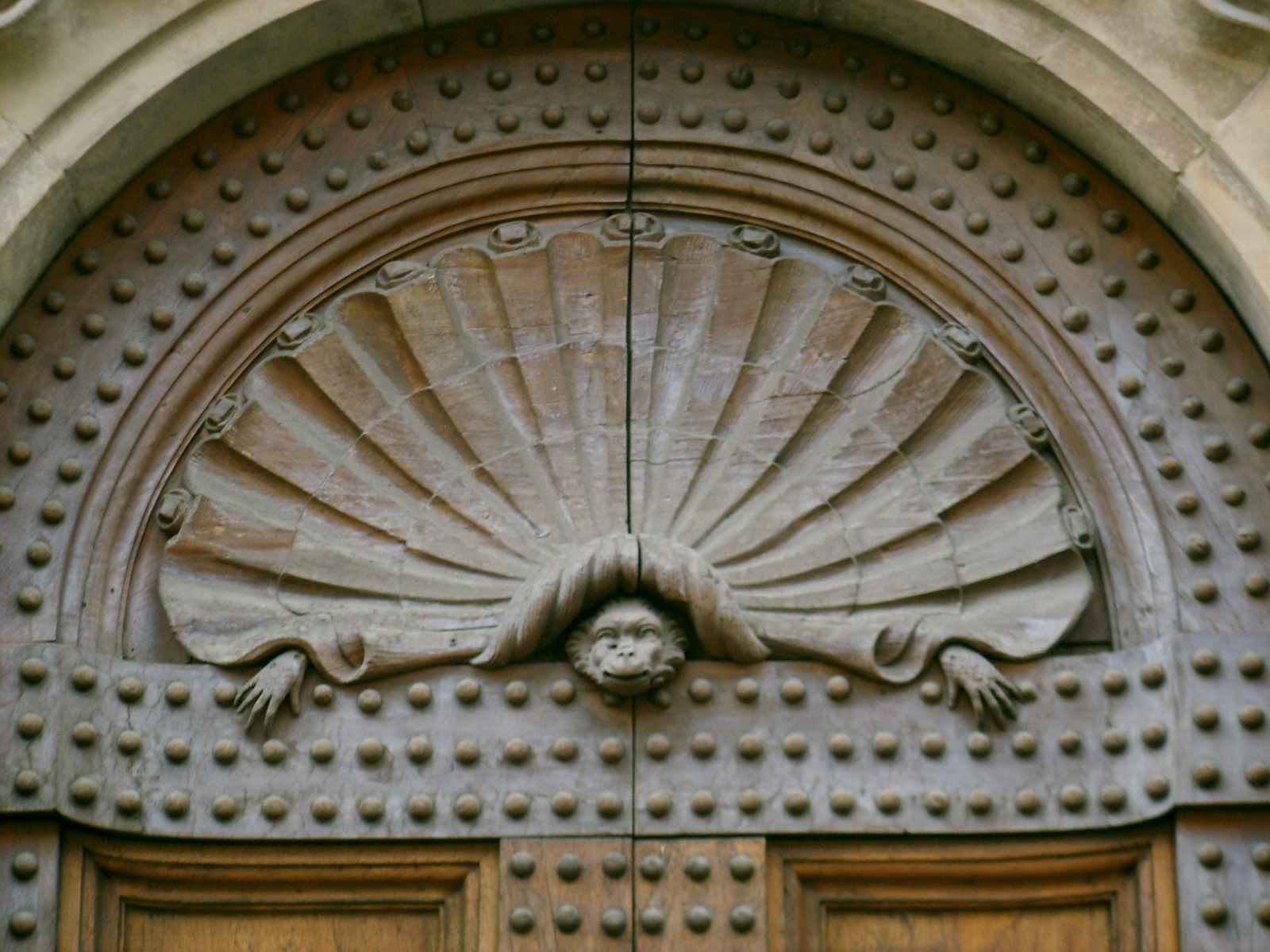
Der in das Portal von Buontalenti eingemeißelte Affe

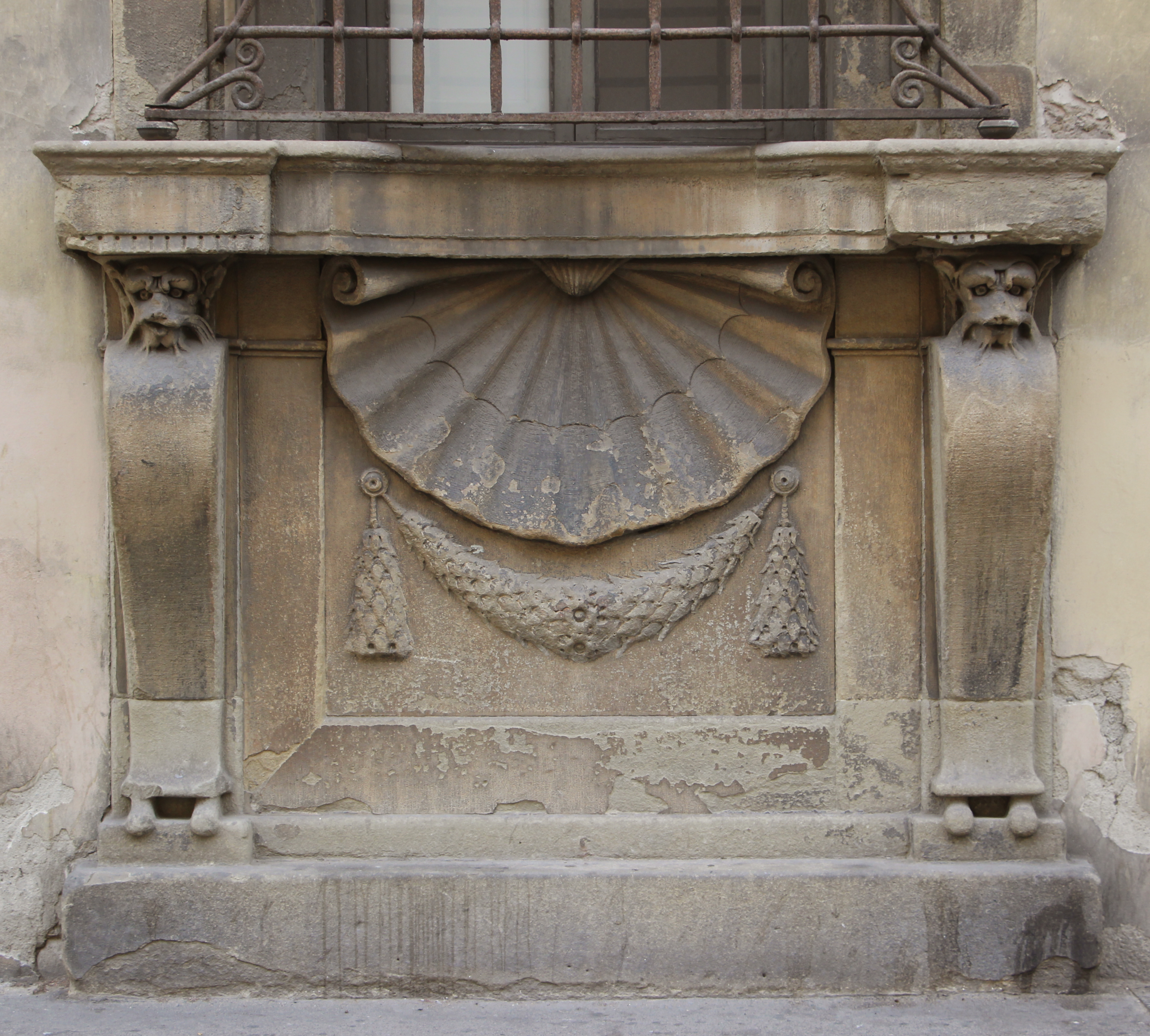
Finestra inginocchiata mit Dekoration von Buontalenti

Als der Palast an seinen Sohn Francesco I. de’ Medici überging, ließ er ihn von Bernardo Buontalenti nach der damals vorherrschenden Mode der „casini“ („Stadtvillen“, die von großen Gärten umgeben waren und sich dadurch auszeichneten, dass sich das Piano nobile im Erdgeschoss und nicht im ersten Stock befand) umbauen.
Das Gebäude wurde 1570 begonnen und 1574 fertiggestellt und befand sich in einem Gebiet, das zwar innerhalb der Stadtmauern und nur einen Steinwurf vom einstigen Medici-Palast (später Medici-Riccardi) entfernt lag, aber noch wenig urbanisiert war. Buontalenti schuf phantasievolle Dekorationen, die typisch für die stürmische Zeit des Manierismus sind: groteske Masken und zoologische Elemente tauchen unerwartet aus den architektonischen Elementen auf, jedes mit einer genauen symbolischen Bedeutung. Francesco wollte einen Ort haben, an dem er sich seiner Leidenschaft für Wissenschaft und Experimente widmen konnte (eine Art groß angelegte Version des berühmten Studiolo im Palazzo Vecchio), zusätzlich zu der natürlichen Funktion des Casinos als „Ort des Vergnügens“. Die Dekorationen, die heute in der Via Cavour zu sehen sind, sind zwar in einigen Details sehr raffiniert, zeigen aber eher weit entfernte Öffnungen und ein etwas tristes Ensemble. Die Villa war schließlich für rein wissenschaftliche Zwecke und Laboratorien bestimmt, so dass sie nicht allzu sehr ausgeschmückt werden musste.
In der Villa entwickelte Buontalenti beispielsweise die Medici-Porzellantechnik, die erste in Europa hergestellte Imitation von chinesischem Porzellan.

### Don Antonio de’ Medici
Nach dem Tod von Francesco I. ging auch dieser Palast in den Besitz von Ferdinando I. de’ Medici über und beherbergte ab 1588 eine Zeit lang das Opificio delle Pietre Dure. Später überließ Ferdinando das Anwesen seinem unbeliebten Neffen Don Antonio (Sohn von Francesco und Bianca Cappello mit zweifelhafter Legitimität, der Anspruch auf den großherzoglichen Thron hätte erheben können) im Austausch für den Verzicht auf seine dynastischen Rechte. Don Antonio zog 1597 dort ein und gab zahlreiche Verschönerungsarbeiten im Inneren und im Garten in Auftrag: eine Reihe von Statuen von Giambologna, die sich heute in verschiedenen Museen befinden, stammen aus dieser Zeit. Auch ein wissenschaftliches Kabinett, die so genannte „Fonderia“, wurde dort eingerichtet: ein typischer Forschungsort jener Zeit (noch auf halbem Weg zwischen experimentellen und okkulten Wissenschaften), der von verschiedenen Gelehrten aufgesucht wurde und in dem eine reichhaltige Bibliothek zu diesem Thema eingerichtet wurde, die heute Teil der Nationalen Biblioteca Biblioteca Nazionale Centrale di Firenze ist. Auch der Garten mit Statuen, Brunnen und Grotten wurde gepflegt. Auch ein kleines Privattheater wurde dort eingerichtet.

### Carlo de’ Medici
Nach Antonios Tod ging es 1623 an Kardinal Carlo de’ Medici über, der eine Reihe von Arbeiten nach einem Entwurf von Gherardo Silvani und einen Zyklus dekorativer Fresken einer Gruppe von Florentiner Künstlern finanzierte. Anastasio Fontebuoni, Michelangelo Cinganelli, Fabrizio Boschi, Matteo Rosselli, Ottavio Vannini und, unter den Helfern, Bartolomeo Salvestrini, Giovanni Battista Vanni, Jacopo Confortini, Domenico Pugliani und Jacopo Vignali nahmen an diesen Bemalungen teil, die im Herbst 1621 begannen und im Juli 1623 abgeschlossen wurden.
Filippo Tarchiani führte 1623 die Dekoration der Kapelle mit den Geschichten aus dem Leben des heiligen Joseph aus (1967 restauriert).

### Vom Lagerhaus zum Gerichtsgebäude

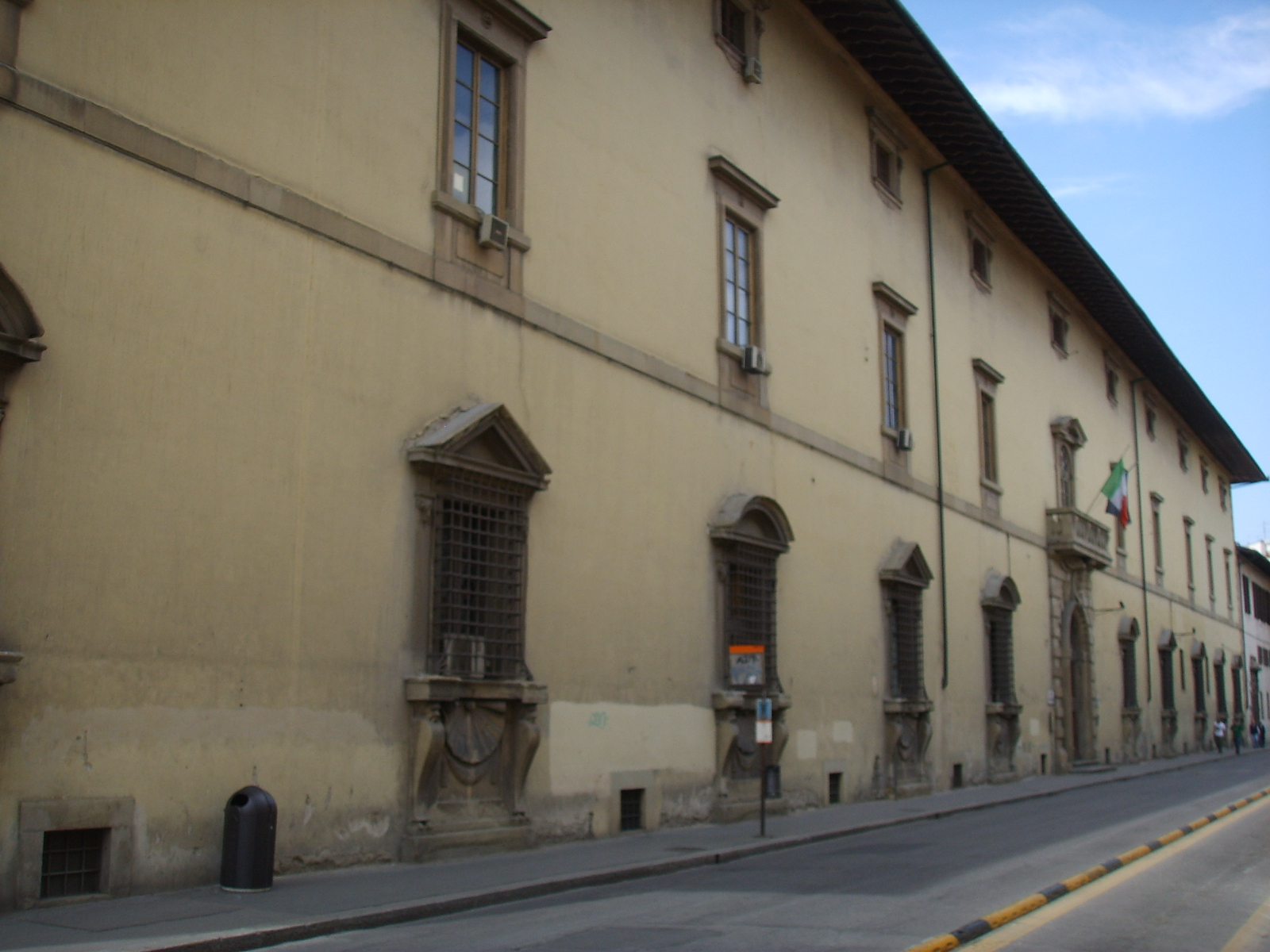
Fassade zur Via Cavour

Nach dem Tod von Kardinal Carlo ging das Gebäude in den Besitz von Cosimo III. über, der sich nicht mehr darum kümmerte und es als Lagerhaus dem unaufhaltsamen Verfall preisgab.
In der lothringischen Epoche wurde es restauriert und umgebaut, um zunächst Sitz der Kaserne der Guardia Nobile (bis 1846) und dann Sitz des Zollamts zu werden. In den Jahren mit Florenz als italienischen Hauptstadt (1865–1871) wurde das Gebäude, das bereits 1804 von Giuseppe Del Rosso und 1815 von Luigi de Cambray Digny umgebaut worden war, von dem Ingenieur Cesare Fortini umgebaut, der vom Architekten Paolo Comotto beauftragt wurde, um die Büros des Finanzministeriums (und später die der Generaldirektion für Staatseigentum und Steuern) unter der Leitung des Ingenieurs Vittorio Pistoi im Auftrag des Ingenieurs Francesco Mazzei unterzubringen: „Die letztgenannte Bestimmung hat den riesigen Räumen, die man zuvor dort bewundert hatte, jegliche Pracht genommen, da es notwendig war, eine große Anzahl von Angestellten unterzubringen, was eine winzige Aufteilung der Räumlichkeiten zur Folge hatte“ (Covoni), was nichts daran ändert, dass sich das Gebäude auch heute noch „in seiner wesentlichen strukturellen Integrität“ (Fara) präsentiert.
Später wurde es Sitz des Berufungsgerichts und um 1908–1913 entwarf der Architekt Adolfo Coppedè im Rahmen eines Projekts zur Zusammenlegung der Gerichtsbehörden an einem einzigen Standort ein Projekt zur vollständigen Umgestaltung des Gebäudes als Sitz der florentinischen Zivil- und Strafgerichte, das jedoch nicht ausgeführt wurde. Seit dem Umzug der Staatsanwaltschaft in den neue Justizpalast in Novoli (2012) beherbergt der Komplex heute die School of Transnational Governance, die zum Europäischen Hochschulinstitut gehört.

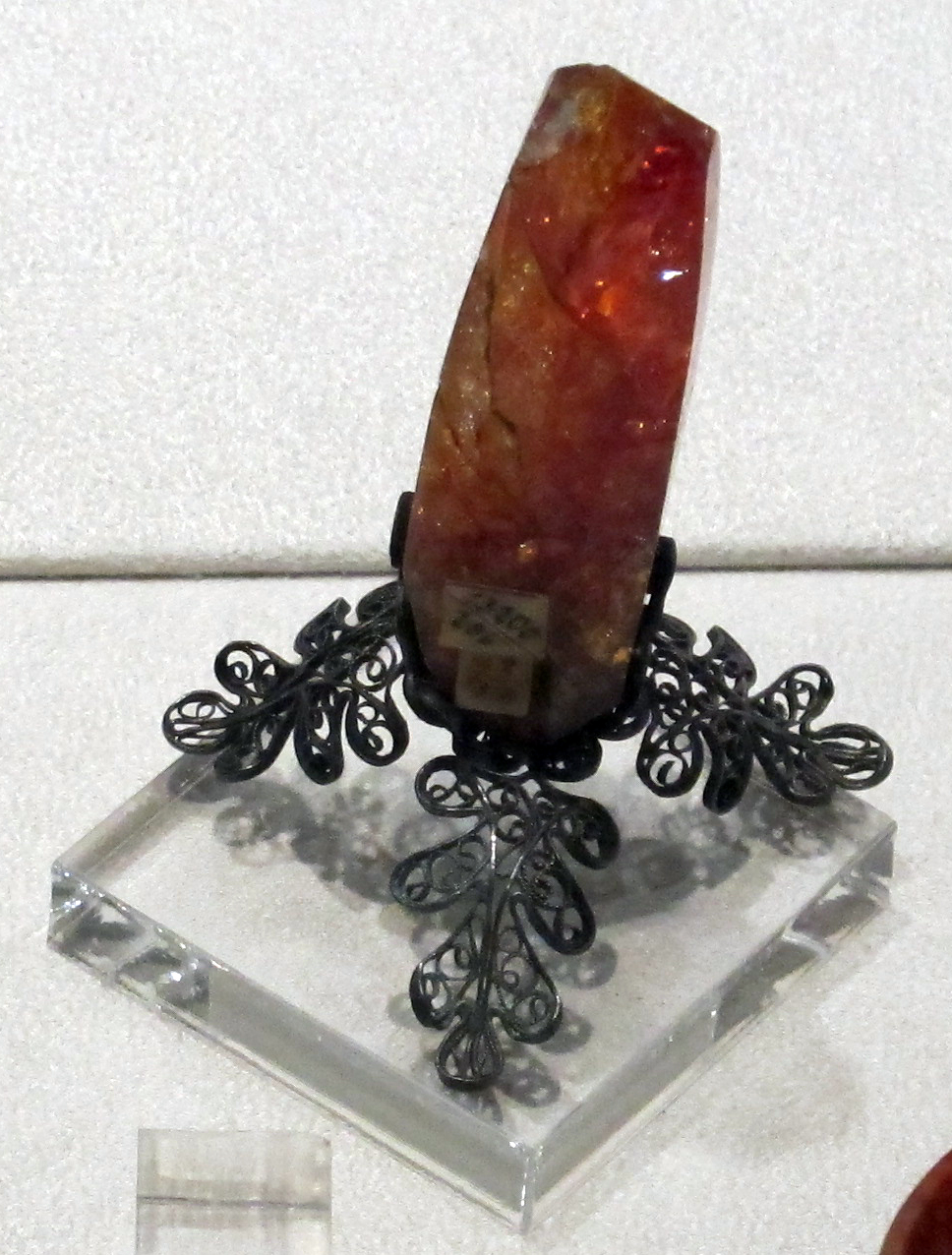
Ein Quarzstück, möglicherweise das Ergebnis von chemischen Experimenten im Casino di San Marco (Florenz, Mineralogisches Museum)

Im Laufe des 20. Jahrhunderts wurden folgende Arbeiten an der Struktur durchgeführt: 1906 die Restaurierung der Steine der Fenster im Erdgeschoss, des Portals und der Terrasse; 1911 die Restaurierung der gesamten Fassade; 1939–1942 weitere Eingriffe an der Fassade mit besonderem Augenmerk auf die Steinelemente; im Januar 1941 die Restaurierung der Kragsteine. Vom 21. September 1942 liegt ein Gesetzentwurf zur Übergabe des staatlichen Komplexes an die Gemeinde Florenz vor. Vom 4. Juli 1962 stammt ein Dokument über die statische Kontrolle der Freskengewölbe im Erdgeschoss, von 1970 bis 1971 ein Eingriff an den Dächern.
An der verputzten und strengen Fassade sticht der schöne zentrale Komplex hervor, der durch das Hauptportal und einer Terrasse gebildet wird, ein Beispiel für das figurative Architekturrepertoire von Buontalenti, obwohl er auch Federico Fantozzi (1842) „zu ernst, bizarr verziert und mit unbedeutenden und anmutigen Profilen“ erschien. Ganz anders fällt das Urteil aus, das sich aus der modernen Sensibilität ergibt (die durch die reichhaltige Bibliographie zum Bauwerk ausführlich dokumentiert ist) und das Carlo Cresti (in Firenze 1992) wie folgt zusammenfasst: „Ein Portal mit einer fast knorpeligen Wölbung, Kragsteine mit Tierköpfen und Pfoten, steinerne Muscheln und Girlanden, die unter knienden Balustraden hängen, Widderschnauzen, die am Ende der vertikalen Fenstern angebracht sind, eine Baskenmütze, die unter den Schalen einer hölzernen Muschel hervorlugt (als Symbol für den Übergang vom unbelebten zum belebten Element), spiegeln die exzentrischen und düsteren Neigungen des Fürsten wider und symbolisieren die "magischen" Aktivitäten, die in dieser elitären "Werkstatt" stattfanden.“
Im Innenhof befindet sich ein Brunnen mit einer Statue der Diana, die der Schule von Giambologna zugeschrieben wird.
Der Komplex ist in der 1901 von der Direzione Generale delle Antichità e Belle Arti erstellten Liste als monumentales Bauwerk aufgeführt, das als nationales Kunsterbe zu betrachten ist.

## Literatur

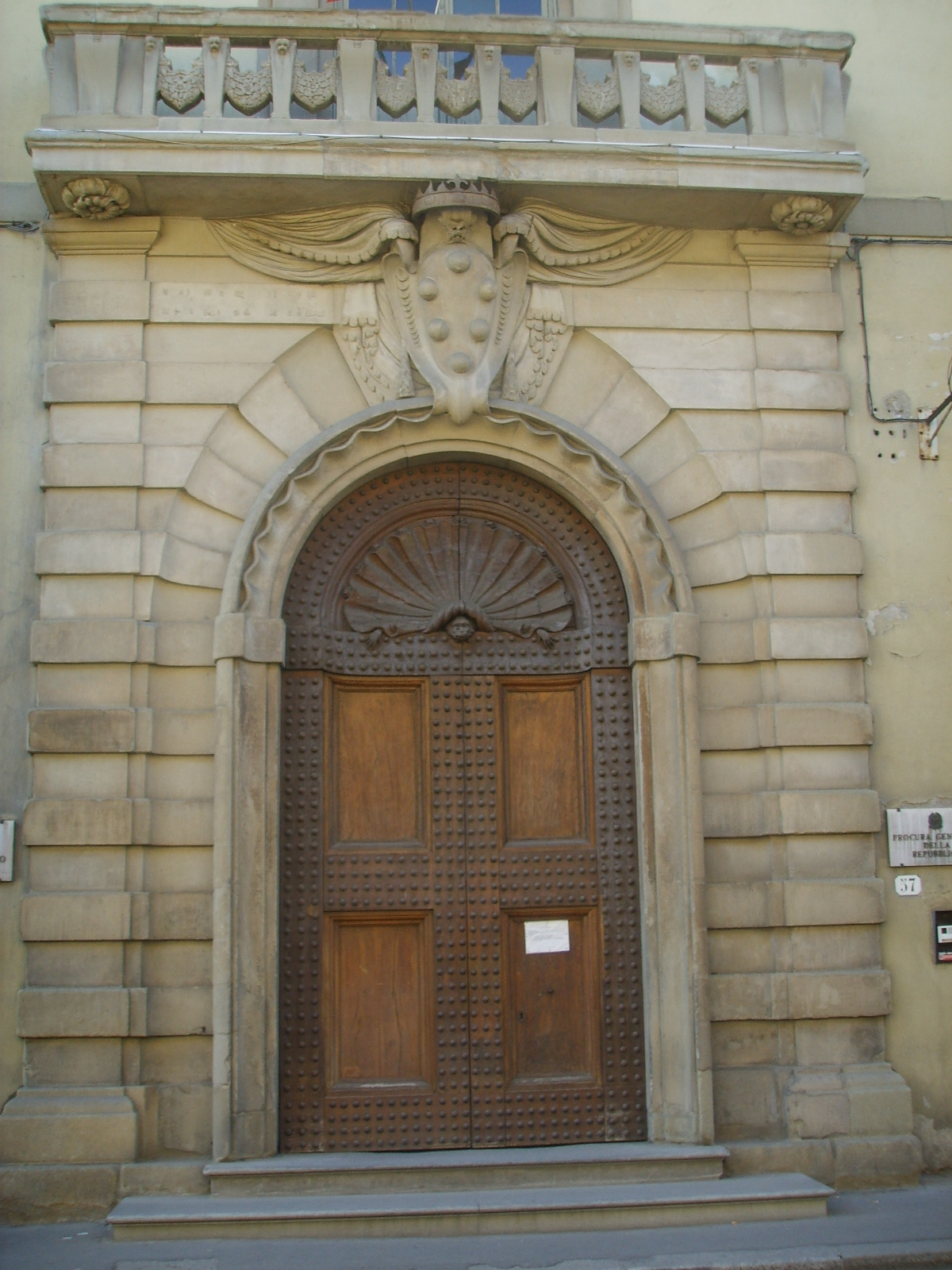
Portal in der Via Cavour

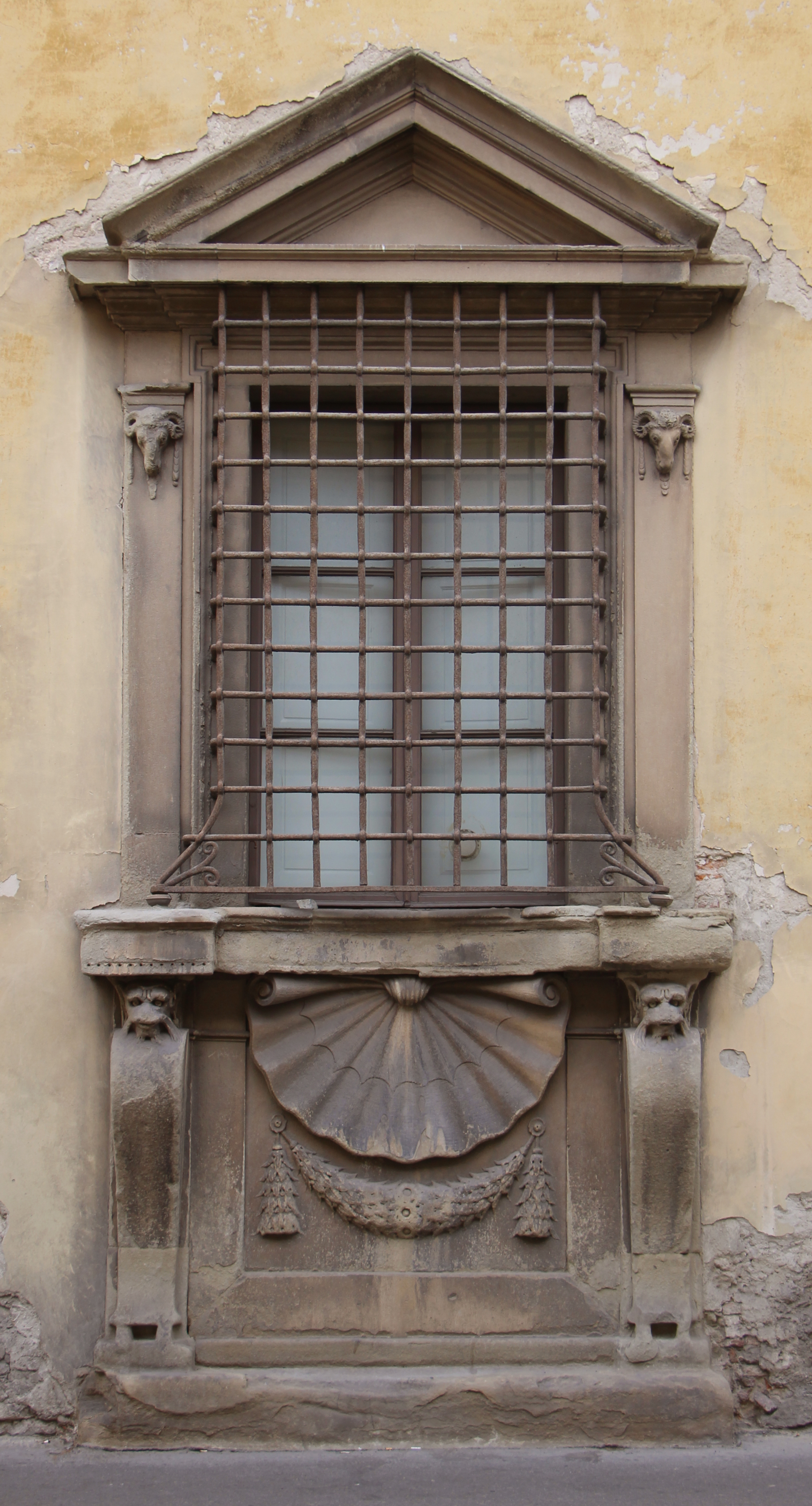
Finestra inginocchiata in der Via Cavour